# St. Nikolaus (Hohenwart)

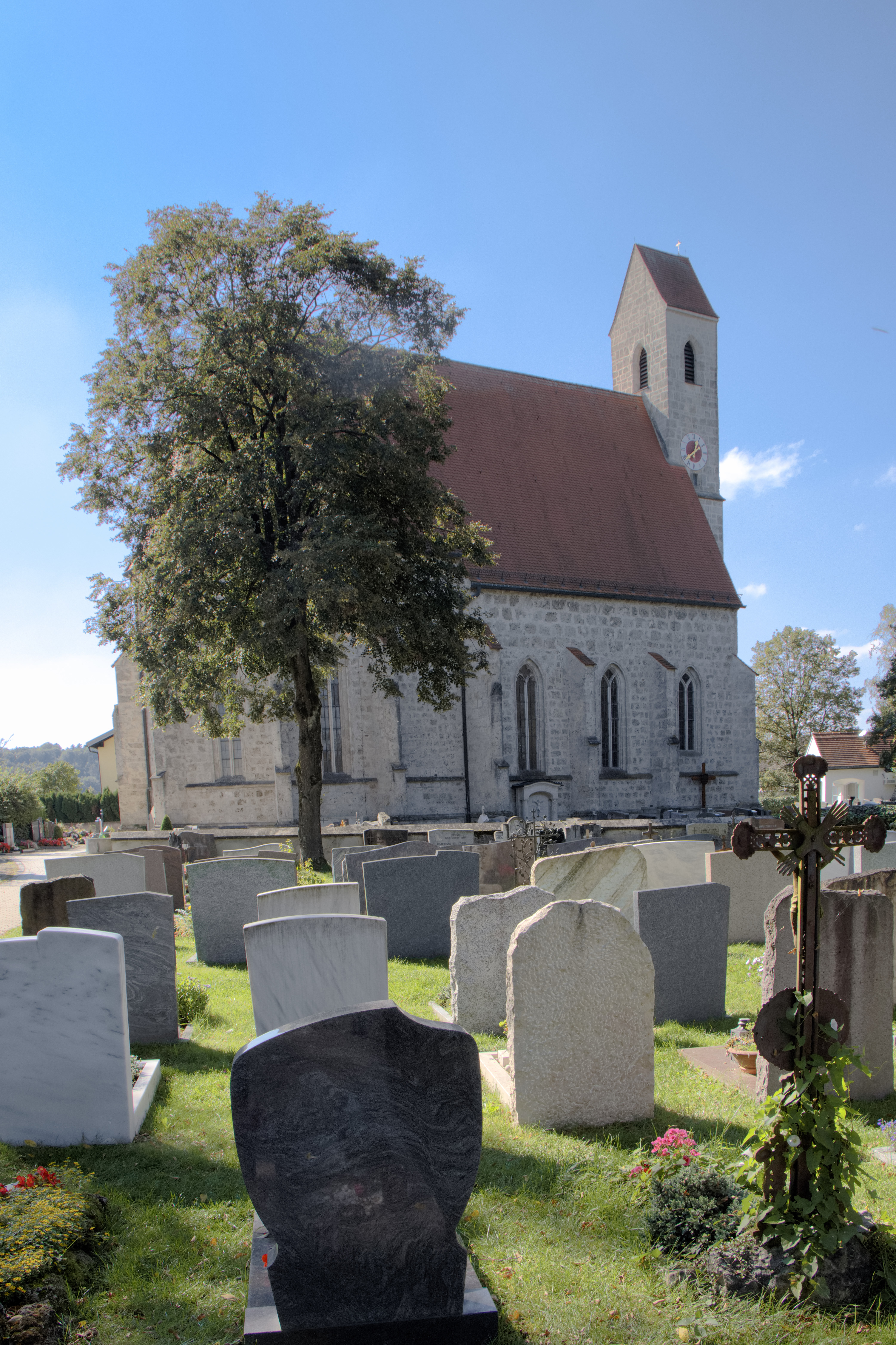
St. Nikolaus in Hohenwart

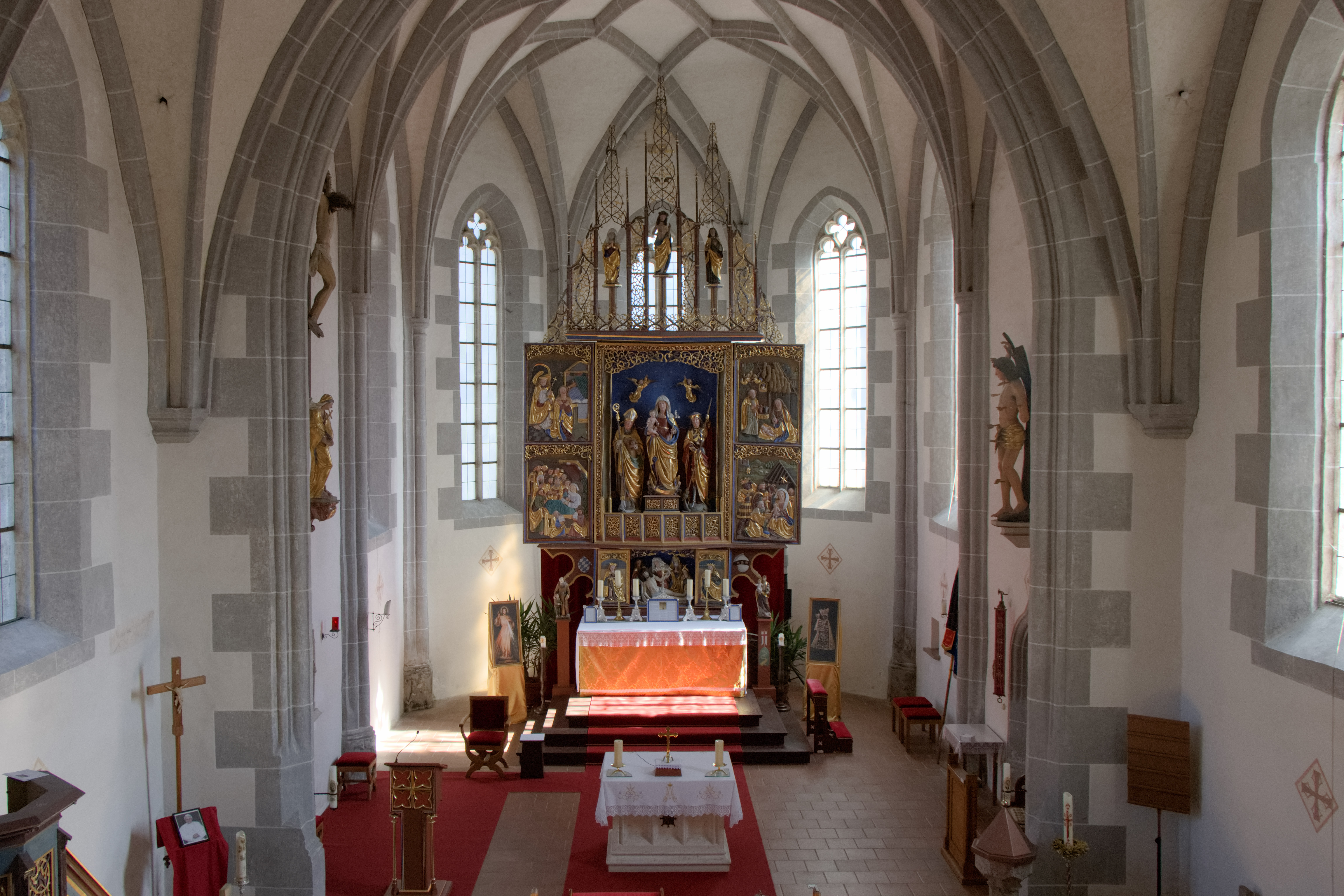
Innenraum

Die römisch-katholische Filialkirche St. Nikolaus steht in Hohenwart, einem Gemeindeteil von Mehring im oberbayerischen Landkreis Altötting. Das Bauwerk ist in der Liste der Baudenkmäler in Mehring (Oberbayern) als Baudenkmal unter der Nr. D-1-71-124-13 eingetragen. Die Kirche gehört zum Dekanat Altötting im Bistum Passau. Kirchenpatron ist Nikolaus von Myra.

## Beschreibung
Die gotische Saalkirche wurde um 1470 aus Quadermauerwerk erbaut. Sie besteht aus dem dreijochigen Langhaus und dem eingezogenen, dreiseitig geschlossenen Chor mit zwei Jochen im Osten, die beide von Strebepfeilern gestützt werden. Der Kirchturm im Westen ist mit einem Satteldach bedeckt. Die oberen Geschosse enthalten die Turmuhr und den Glockenstuhl mit drei Kirchenglocken. Die Sakristei steht an der Südwand des Chors, ein Vorzeichen mit dem Portal befindet sich an der Südwand des Langhauses.
Der Innenraum ist mit einem Netzgewölbe überspannt. Zur Kirchenausstattung gehört ein Flügelaltar, auf dessen Schrein die Skulpturen der Maria, des Nikolaus von Myra und des heiligen Georg untergebracht sind. In der Predella ist eine Darstellung der Beweinung Christi, es wird flankiert von Reliefs der Katharina von Alexandrien und der Barbara von Nikomedien. Die beiden Seitentafeln zeigen Szenen aus dem Marienleben. In dem feingliedrigen gotischen Gesprenge werden die Figuren von Jesus als Schmerzensmann, flankiert von Maria und Johannes, präsentiert.  
Die Orgel ist ein Werk von Eisenbarth aus dem Jahr 1997 mit acht Registern auf einem Manual und Pedal.